# 12e Grammy Awards
De twaalfde editie van de jaarlijkse uitreiking van de Grammy Awards vond plaats op 11 maart 1970 op verschillende locaties: Nashville, New York, Chicago en Los Angeles. De ceremonie werd niet rechtstreeks op tv uitgezonden; dat gebeurde pas voor het eerst in 1971. Tot die tijd was het de gewoonte dat de Grammy's werden uitgereikt tijdens diners op verschillende locaties, maar wel op dezelfde dag. De organisatie verzorgde samenvattingen voor televisie die door NBC werden uitgezonden onder de titel The Best on Record. De uitreikingen waren veel formeler van opzet en bevatten geen of nauwelijks optredens van artiesten.
De meeste Grammy's werden gewonnen door Walter Carlos voor zijn album Switched-On Bach, waarop hij een aantal klassieke stukken van Johann Sebastian Bach had gespeeld op een Moog-synthesizer. Het leverde hem Grammy's op in de categorieën Best Classical Performance, Album of the Year (Classical) en Best Engineered Recording (Classical). (Overigens presenteerde Carlos zich toen al enige tijd als vrouw onder de naam Wendy Carlos. Een aantal jaren later onderging hij een geslachtsoperatie waarna hij definitief als vrouw door het leven ging).
Een aantal winnaars werden twee keer onderscheiden: Fifth Dimension, Blood, Sweat & Tears, Joe South, Burt Bacharach en Johnny Cash. De laatste won niet alleen een Grammy als uitvoerende artiest, maar ook als schrijver van de beste hoestekst voor Bob Dylans Nashville Skyline.
Het nummer Games People Play van Joe South werd in twee uitvoeringen onderscheiden: de originele versie van South kreeg twee Grammy's, terwijl een instrumentale cover van saxofonist King Curtis een Grammy won in de categorie Best R&B Instrumental Performance.
Er was een postume Grammy voor Diane Linkletter in de categorie Best Spoken Word Recording. Een paar maanden eerder, in oktober 1969, overleed zij onder onduidelijke omstandigheden nadat ze uit een raam van haar flat was gesprongen. Volgens de politie was haar dood veroorzaakt door een lsd-trip, anderen beweren dat zij in depressieve toestand zelfmoord pleegde. Zij was de dochter van de Amerikaanse tv-presentator Art Linkletter met wie ze in 1969 een gesproken-woordplaat had gemaakt waarop zij discussieerden over de destijds vrije opvattingen over onder meer drugs in de Amerikaanse maatschappij. De plaat verscheen na Dianes dood en won een paar maanden later een Grammy Award.

## Winnaars

### Algemeen
- Record of the Year
  - Aquarius/Let the Sunshine In - Fifth Dimension (uitvoerenden), Bones Howe (producer)
- Album of the Year
  - Blood, Sweat & Tears - Blood, Sweat & Tears (uitvoerenden), James William Guercio (producer)
- Song of the Year
  - Joe South (componist/uitvoerende) voor Games People Play
- Best New Artist
  - Crosby, Stills & Nash

### Pop
- Best Contemporary Vocal Performance (zangeres) (Beste eigentijdse pop-uitvoering door een zangeres)
  - Is That All There Is? - Peggy Lee
- Best Contemporary Vocal Performance (zanger) (Beste eigentijdse pop-uitvoering door een zanger)
  - Everybody's Talkin' - Harry Nilsson
- Best Contemporary Vocal Performance (groep) (Beste eigentijdse pop-uitvoering door een groep)
  - Aquarius/Let the Sunshine In - Fifth Dimension
- Best Contemporary Vocal Performance (koor) (Beste eigentijdse pop-uitvoering door een koor)
  - Love Theme From Romeo & Juliet - Percy Faith Orchestra & Chorus
- Best Contemporary Instrumental Performance (Beste eigentijdse instrumentale pop-uitvoering)
  - Variations on a Theme by Eric Satie - Blood, Sweat & Tears
- Best Contemporary Song (Beste eigentijdse song)
  - Games People Play - Joe South

### R&B
- Best R&B Vocal Performance (zangeres)
  - Share Your Love With Me - Aretha Franklin
- Best R&B Vocal Performance (zanger)
  - The Chokin' Kind - Joe Simon
- Best R&B Performance by a Duo or Group, Vocal or Instrumental (Beste R&B uitvoering door een duo of groep; zowel met als zonder zang)
  - It's Your Thing - The Isley Brothers
- Best R&B Instrumental Performance
  - Games People Play - King Curtis
- Best R&B Song
  - Richard Spencer (componist) voor Color Him Father (uitvoerende: The Winstons)

### Country
- Best Country Vocal Performance (zangeres)
  - Stand By Your Man - Tammy Wynette
- Best Country Vocal Performance (zanger)
  - A Boy Named Sue - Johnny Cash
- Best Country Performance (duo/groep)
  - MacArthur Park - Waylon Jennings & The Kimberlys
- Best Country Instrumental Performance
  - The Nashville Brass featuring Danny Davis Play More Nashville Sounds - The Nashville Brass & Danny Davis
- Best Country Song
  - Shel Silverstein (componist) voor A Boy Named Sue (uitvoerende: Johnny Cash)

### Klassieke muziek
Alleen de vetgedrukte namen kwamen in aanmerking voor een Grammy. Begeleidende orkesten, koren, solisten, etc. die geen Grammy kregen, staan in kleine letters vermeld.
- Best Classical Performance, Orchestra (Beste klassieke uitvoering met orkest)
  - Boulez Conducts Debussy, Vol. 2: Images Pour Orchestre - Pierre Boulez (dirigent)
  - The Cleveland Orchestra
- Best Vocal Soloist Performance, Classical (Beste klassieke, vocale uitvoering van een solist)
  - Barber: Two Scenes from Antony and Cleopatra/Knoxville, Summer of 1915 - Leontyne Price (soliste)
  - Thomas Schippers (dirigent) & the New Philharmonia
- Best Opera Recording
  - Wagner: Siegfried - Otto Gerdes (producer), Herbert von Karajan (dirigent)
  - Helga Demesch, Thomas Stolze & Jess Thomas (solisten) & de Berliner Philharmoniker
- Best Choral Performance, Classical (Beste kooruitvoering)
  - Berio: Sinfonia - Luciano Berio (dirigent), Ward Swingle (koordirigent)
  - The Swingle Singers & The New York Philharmonic
- Best Classical Performance - Instrumental Soloist(s) (Beste klassieke instrumentale uitvoering door een solist [of solisten], met of zonder orkestbegeleiding)
  - Switched on Bach- Walter Carlos
- Best Chamber Music Performance (Beste uitvoering van kamermuziek)
  - Gabrieli: Antiphonal Music of Gabrieli - The Chicago Brass Ensemble, Cleveland Brass Ensemble & Philadelphia Brass Ensemble
- Album of the Year, Classical (Beste klassieke album van het jaar)
  - Switched on Bach - Rachel Elkind (producer) & Walter Carlos (uitvoerende)

### Kinderrepertoire
- Best Recording for Children
  - Peter, Paul and Mommy - Peter, Paul and Mary

### Comedy
- Best Comedy Recording
  - Bill Cosby: Sports - Bill Cosby

### Composing & Arranging (Compositie & arrangementen)
- Best Instrumental Theme
  - Midnight Cowboy - John Barry
- Best Original Score Written for a Motion Picture or a Television Special (Beste muziek geschreven voor een film of tv-programma)
  - Butch Cassidy and the Sundance Kid - Burt Bacharach (componist)
- Best Instrumental Arrangement
  - Love Theme From Romeo & Juliet - Henry Mancini (arrangeur)
- Best Arrangement Accompanying Vocalist(s) (Beste arrangement voor een uitvoering met zang)
  - Fred Lipsius (arrangeur) voor Spinning Wheel (uitvoerenden: Blood, Sweat & Tears)

### Folk
- Best Folk Recording
  - Clouds - Joni Mitchell

### Gospel
- Best Gospel Performance
  - Gospel Country - Porter Wagoner & The Blackwood Brothers
- Best Soul Gospel Performance
  - Oh Happy Day - Edwin Hawkins Singers
- Best Sacred Performance (Beste religieuze uitvoering)
  - Ain't That Beautiful Singing - Jake Hess

### Jazz
- Best Instrumental Jazz Performance (kleine bezetting)
  - Willow Weep For Me - Wes Montgomery
- Best Instrumental Jazz Performance (grote bezetting)
  - Walking in Space - Quincy Jones

### Musical
- Best Score From an Original Cast Show Album (Beste muziek op een origineel cast-album)
  - Promises, Promises - Burt Bacharach, Hal David (componisten), Henry Jerome, Phil Ramone (producers) & Originele Cast

### Hoezen
- Best Album Cover (Beste hoesontwerp)
  - David Stahlberg & Evelyn J. Kelbish (ontwerpers) voor America The Beautiful (uitvoerende: Gary McFarland)
- Best Album Notes (Beste hoestekst)
  - Johnny Cash voor Nashville Skyline (uitvoerende: Bob Dylan)

### Production & Engineering (Productie & Techniek)
- Best Engineered Recording, Non-Classical (Beste technisch uitgevoerde opname, niet-klassiek)
  - Geoff Emerick & Philip McDonald voor Abbey Road (uitvoerenden: The Beatles)
- Best Engineered Recording, Classical (Beste technisch uitgevoerde opname, klassiek)
  - Walter Carlos (technicus/uitvoerende) voor Switched On Bach

### Gesproken Woord
- Best Spoken Word Recording
  - We Love You, Call Collect - Art Linkletter & Diane Linkletter